# Широковская ГЭС
Широ́ковская ГЭС — гидроэлектростанция на реке Косьве в Губахинском городском округе Пермского края, у посёлка Широковский. Строительство Широковской ГЭС было начато в 1942 году и велось в годы Великой Отечественной войны преимущественно силами заключённых ГУЛага и представителями депортированных народов (немцами и калмыками). Одна из трёх гидроэлектростанций в Пермском крае, принадлежит ПАО «Т Плюс».

## Природные условия
Широковская ГЭС расположена на реке Косьве (приток Камы) в 105 км от её устья. Площадь водосбора реки в створе ГЭС составляет 4760 км². Водный режим Косьвы характеризуется чётко выраженным весенним половодьем, летне-осенними дождевыми паводками и устойчивой зимней меженью. Доля талых вод в стоке реки составляет около 60 %, половодье обычно начинается в апреле, его средняя продолжительность составляет 65 дней. Среднегодовой расход воды в реке составляет 68,7 м³/с, среднегодовой сток — 2,16 км³. Максимальный расход воды, с повторяемостью один раз в 1000 лет, оценивается в 1700 м³/с. Ниже Широковской ГЭС на реке Косьве расположена Губахинская плотина, выполняющая функции контррегулятора — в образованном ей водохранилище гасятся неравномерные в течение суток сбросы с Широковской ГЭС, что позволяет последней работать в наиболее выгодном режиме, без ущерба для водопотребителей ниже по течению.
Климат района расположения ГЭС умеренно континентальный, с продолжительной зимой и коротким летом. Минимальная годовая температура достигает −54 °С, максимальная +36 °С, продолжительность безморозного периода — 181 день. В основании сооружений ГЭС расположены аргиллиты, песчаники и аллювиальные отложения.

## Конструкция станции
Конструктивно Широковская ГЭС представляет собой средненапорную плотинную гидроэлектростанцию с русловым зданием ГЭС (здание ГЭС входит в состав напорного фронта). Сооружения гидроэлектростанции имеют II класс капитальности и включают в себя каменно-набросную плотину, водосливную бетонную плотину, здание ГЭС, левобережную сопрягающую плотину, ОРУ-110 кВ. Установленная мощность электростанции на 1 января 2014 года составляет 23,8 МВт (по российским стандартам станция классифицируется как малая ГЭС), среднегодовая выработка электроэнергии — 99,4 млн кВт·ч.

### Каменно-набросная плотина
Большую часть напорного фронта гидроузла образует каменно-набросная плотина длиной 278 м и наибольшей высотой 40 м (самая высокая плотина такого типа на момент её постройки в СССР), ширина плотины по гребню составляет 5 м, по основанию — 81,1 м. Со стороны низового откоса через 6 м по высоте устроены четыре бермы шириной по 2 м. Отметка гребня плотины — 209 м. В плотину уложено 242 930 м³ камня.
В верховой клин плотины камень уложен с подбором, центральная часть плотины и низовой клин выполнены из неуплотнённой каменной наброски. С низовой грани до отметки 185 м выполнена пригрузка мелким камнем (карьерными отходами). В ходе реконструкции и усиления плотины в 1974—1989 годах нижняя часть центральной зоны плотины до отметок 187—189 м была замыта песком, в верхней части плотины выполнена цементация. Кроме того, была произведена цементация откосов берм и бетонирование гребня плотины.
Защита плотины от фильтрации произведена при помощи деревянно-битумного экрана из трёх слоёв еловых досок. Экран расположен по всей поверхности напорной грани, опирается на каменную кладку на растворе, сопрягается с основанием при помощи бетонного зуба, заглублённого на 5-6 м. Также к противофильтрационным устройствам плотины относятся понур с битумной гидроизоляцией и закрытый дренаж.

### Водосливная плотина
Водосливная плотина предназначена для пропуска воды в сильные паводки либо при остановленных гидроагрегатах. Плотина железобетонная, имеет оригинальную контрфорсно-ящичную конструкцию: железобетонные плиты со стороны напорной и водосливной грани опираются на находящиеся внутри плотины бычки, устои и контрфорсы. Полости внутри плотины заполнены камнем и гравийно-щебнистой массой. Длина плотины составляет 44 м, высота — 34 м, отметка гребня плотины — 209 м. В плотину уложено 31 тыс. м³ бетона.
Плотина имеет 4 водосливных пролёта, перекрываемых плоскими затворами размером 8×8 м. Пороги водосброса находятся на отметке 198,2 м. При полностью открытых затворах через плотину на отметке нормального подпорного уровня водохранилища может быть пропущено 1400 м³/с воды, на отметке форсированного подпорного уровня — 2080 м³/с. Для обеспечения санитарного попуска в нижний бьеф при сработке водохранилища ниже отметки порогов водосброса и остановленных гидроагрегатах предназначен донный водоспуск. Он расположен в левом (ближнем к зданию ГЭС) пролёте плотины на отметке 183 м и состоит из трёх металлических труб диаметром 45 см с общим водозабором, имеющим сороудерживающую решётку и затвор. Пропускная способность водоспуска составляет, в зависимости от уровня водохранилища, 5,9-3,2 м³/с.
Гашение энергии потока сбрасываемой воды производится в водобойном колодце на железобетонной плите толщиной 3-4,5 м с двумя рядами зубов-гасителей. За водобойным колодцем располагается рисберма в виде гибкого тюфяка из шарнирно-скрепленных железобетонных плит размером 2×2 м. Сопряжение водосбросной плотины с каменно-набросной производится при помощи бетонного правобережного устоя и 12-метровой каменной стенки. Правобережный устой, в свою очередь, разделяется на три самостоятельных сооружения — собственно устой, стенка водобойного колодца и низовая ныряющая стенка. С левого берега водобойный колодец отделяется от отводящего канала здания ГЭС раздельным пирсом длиной 31 м.

### Здание ГЭС
Здание гидроэлектростанции входит в состав напорного фронта, располагается между водосбросом и левобережной плотиной. Его длина, по разным данным составляет 33-38,5 м, ширина — 26,4 м, максимальная высота — 47 м. От основания до отметки дна водоводов здание ГЭС выполнено в виде единого бетонного массива, выше — в виде контрфорсно-силосной конструкции, с заполнением силосов (полостей в теле плотины) камнем. В здание ГЭС уложено 20,5 тыс. м³ бетона.
В машинном зале длиной 24 м и шириной 11,3 м смонтированы два вертикальных гидроагрегата мощностью по 11,9 МВт (изначально каждый гидроагрегат имел мощность 14 МВт). Турбины радиально-осевые РО-123-ВМ-275, с диаметром рабочего колеса 2,75 м, работающие на расчётном напоре 29,3 м с максимальным расходом 57,6 м³/с через каждую турбину. Турбины изготовлены предприятием «Уралгидромаш». Турбинные водоводы оборудованы сороудерживающими решётками, а также плоскими аварийно-ремонтными и ремонтными затворами. Генераторы типа ВГС 525/114-40, выдают электроэнергию на напряжении 10,5 кВ.
Выдача электроэнергии производится через группу из трёх однофазных трансформаторов ОМГ-10500/110 мощностью 31,5 МВА на открытое распределительное устройство (ОРУ) и далее в энергосистему на подстанцию «Губаха» по одной линии электропередачи напряжением 110 кВ.

### Левобережная сопрягающая плотина
Левобережная сопрягающая плотина (левобережное сопряжение) расположена между зданием ГЭС и левым берегом. Представляет собой глухую железобетонную плотину контрфорсно-силосного типа, с засыпкой силосов гравийно-щебнистой массой. Плотина состоит из четырёх отдельных секций, её длина составляет, по разным данным, 77-82 м. В основании плотины выполнен ленточный дренаж.

### Водохранилище
Подпорные сооружения ГЭС образуют Широковское водохранилище, которое при нормальном подпорном уровне имеет площадь 40,8 км², длину 32,5 км, максимальную ширину 5 км. Полная и полезная ёмкость водохранилища составляет 526 и 363 млн м³ соответственно, что позволяет осуществлять суточное, недельное и сезонное (водохранилище наполняется в половодье и срабатывается в меженный период) регулирование стока. Отметка нормального подпорного уровня водохранилища составляет 206 м над уровнем моря (по Балтийской системе высот), уровня мёртвого объёма — 194,5 м, форсированного подпорного уровня — 208,3 м. В ходе создания водохранилища было затоплено 260 га сельхозугодий. Волно-прибойная деятельность водохранилища обнажает осадочные породы вендской системы (сылвицкая серия) и поддерживает их чистыми и незадернованными.

## История строительства и эксплуатации
В начале Великой Отечественной войны на Урал было эвакуировано большое количество промышленных предприятий. Они остро нуждались в электроэнергии. Одним из путей решения проблемы энергоснабжения виделось использование гидроэнергетических ресурсов региона, в связи с чем уже в 1941 году Гидропроект начал изучение рек Урала с целью выявления возможности строительства гидроэлектростанций. К осени 1942 года была подготовлена программа строительства на Урале одиннадцати средних и малых ГЭС общей мощностью 100 МВт, с вводом их в действие в 1943 году. Эта программа встретила возражения академика Б. В. Веденеева, который настаивал на нецелесообразности строительства этих ГЭС вследствие более высоких удельных капитальных затрат по сравнению с расширением существовавших тепловых станций. В то же время, по мнению Госплана СССР, строительство малых и средних ГЭС на Урале представлялось целесообразным по ряду причин, среди которых назывались дефицит топлива в регионе, меньшие (по сравнению с тепловыми станциями) затраты дефицитных материалов на строительство ГЭС, меньшие эксплуатационные затраты ГЭС. В итоге точка зрения Госплана возобладала.
5 ноября 1942 года было подписано постановление Государственного комитета обороны СССР № 2484-с «О строительстве средних и малых гидростанций первой очереди на реках Урала», санкционировавшее возведение пятнадцати малых и трёх средних ГЭС в Уральском регионе с вводом их в работу в конце 1943 года. В числе средних ГЭС было запланировано возведение Широковской ГЭС мощностью 24 МВт, Понышской ГЭС на реке Чусовой мощностью 24 МВт и Вилухинской ГЭС на реке Усьве мощностью 15 МВт. Строительство этих ГЭС возлагалось на НКВД, в качестве их основного оборудования предполагалось использовать гидроагрегаты, эвакуированные с гидроэлектростанций Ленинградской области и Карелии (так, на Широковской ГЭС планировалось смонтировать гидроагрегат с Лесогорской ГЭС).
Проектированием Широковской ГЭС занялся входивший в то время в состав НКВД институт «Гидропроект», коллектив проектировщиков возглавил Н. В. Разин. Строительство станции началось в конце 1942 года с подготовительных работ — возведения железнодорожной ветки, строительной базы, карьеров для добычи песка и гравия, организации временного энергоснабжения стройплощадки. Станция строилась силами заключённых, мобилизованных немцев Поволжья, а с 1944 года — также калмыков, отозванных с фронта после принятия решения о депортации калмыцкого народа. Все они размещались в организованном 27 ноября 1942 года Широковском исправительно-трудовом лагере, численность заключённых в котором доходила до 7,7 тысячи человек. Условия содержания в лагере были тяжёлыми — так, в январе — марте 1943 года заключённые контингент лагеря жили в основном в палатках, большинство которых не имело отопления и других бытовых удобств, что способствовало распространению заболеваний. Питание, учитывая сложности военного времени, было скудным.
С января 1943 года началось строительство основных сооружений станции, которое велось преимущественно вручную. Из-за нехватки рабочей силы, техники и материалов, плохой организации труда строительство станции затянулось, сроки сдачи её в эксплуатацию неоднократно переносились. В 1944 году стала очевидной невозможность одновременного строительства сразу трёх ГЭС, вследствие чего было принято решение о приостановке строительства Понышской ГЭС и концентрации всех ресурсов на возведении Широковской ГЭС (строительство Вилухинской ГЭС, судя по всему, так и не было начато). Проект станции, разработанный Гидропроектом, неоднократно перерабатывался. Осенью 1943 года было решено отказаться от берегового водосброса и заменить его на русловую водосливную плотину, что в 3 раза снижало трудоёмкость работ. Весной 1944 года отказались от монтажа турбины Лесогорской ГЭС (уже доставленный на площадку строительства агрегат был реэвакуирован в Ленинградскую область) в пользу двух новых агрегатов, одновременно было решено увеличить высоту плотины.
В 1944 году на правом берегу было подготовлено основание плотины под кладку камня, началась укладка камня в основание плотины, верховую и низовую перемычки. Укладывался бетон в левобережную плотину, было закончено бетонирование зуба плотины. Началась лесоочистка зоны затопления и перенос из ложа водохранилища населённых пунктов. По состоянию на 1 февраля 1946 года, готовность здания ГЭС составляла 47,7 %, водосброса 70,8 %, плотины 45,8 %. В конце 1946 года предприятием «Уралгидромаш» была смонтирована спиральная камера первой турбины. В июне 1947 года готовность здания ГЭС возросла до 78 %, водосброса до 88 %, плотины до 95 %, левобережного сопряжения до 86 %. Весной 1947 года было начато заполнение водохранилища, первый гидроагрегат Широковской ГЭС был пущен в декабре 1947 года, второй — 29 апреля 1948 года. В постоянную эксплуатацию станция была принята 16 июня 1949 года.
Всего в ходе строительства Широковской ГЭС была произведена выемка 165 тыс. м³ земельно-скального грунта, насыпь 97 тыс. м³ грунта, а также выполнено 224 тыс. м³ каменной наброски, дренажей и фильтров. Было уложено 67 тыс. тонн бетона и железобетона, смонтировано около 700 тонн металлоконструкций и механизмов. Сметная стоимость строительства Широковской ГЭС в ценах 1936 года составила 118,9 млн рублей.
Широковская ГЭС с момента ввода в эксплуатацию входила в состав районного энергетического управления «Молотовэнерго», в 1962 году переименованного в районное энергетическое управление «Пермэнерго». В 1988 году оно было преобразовано в производственное объединение энергетики и электрификации «Пермэнерго», которое, в свою очередь, в 1992 году было преобразовано в ОАО «Пермэнерго». В 2004 году в рамках реформы РАО «ЕЭС России» Широковская ГЭС, как и ряд других электростанций Пермского края, была выделена из состава «Пермэнерго» в ОАО «Пермская генерирующая компания», которое, в свою очередь, в 2006 году было присоединено к ОАО «ТГК-9». В 2012 году ОАО «ТГК-9» создало дочернюю компанию — ООО «Губахинская энергетическая компания», в состав которой вошли Широковская ГЭС и Кизеловская ГРЭС. В 2014 году, в рамках консолидации активов КЭС Холдинга, ОАО «ТГК-9» было присоединено к ОАО «Волжская ТГК» (позднее переименованное в ПАО «Т Плюс»). В 2016 году Широковская ГЭС была выведена из состава ООО «Губахинская энергетическая компания» и включена в состав Пермского филиала ПАО «Т Плюс».
В ходе эксплуатации Широковская ГЭС была неоднократно модернизирована. В 1974—1989 годах в связи с незатухающими деформациями была произведена реконструкция и усиление каменно-набросной плотины. В 2005 году для гидрогенераторов станции была изготовлена современная система возбуждения, позднее была реконструирована также система автоматики гидротурбин и синхронизации генераторов. Имелись планы замены в 2007—2008 годах гидроагрегатов Широковской ГЭС на новые мощностью по 20 МВт, но они реализованы не были. В 2007 году было заменено рабочее колесо гидротурбины на гидроагрегате № 1 станции, но новое рабочее колесо оказалось с существенными недостатками, в частности, мощность турбины после его замены снизилась на 0,5 МВт. Новое рабочее колесо для гидроагрегата № 2 было изготовлено ОАО «Тяжмаш» в 2013 году. Вследствие износа оборудования, мощность станции уменьшена с исходных 28 МВт до 23,8 МВт.